# جانيت فينش
جانيت فينش (بالإنجليزية: Janet Finch)‏ هي عالمة اجتماع بريطانية، ولدت في 13 فبراير 1946 في ليفربول في المملكة المتحدة.